# OM Orione
Pour les articles homonymes, voir Orione.
L'OM Orione, était une gamme entière de modèles de camions lourds qui se sont succédé, fabriquée par le constructeur italien OM de 1946 à 1960.

## Histoire
Au lendemain de la Seconde Guerre mondiale, le constructeur italien OM lance son premier camion à cabine avancée : l'Orione. Ce camion sera très vite couronné de succès grâce à un moteur fiable et peu gourmand en carburant. Plusieurs versions se succéderont qui verront l'esthétique de la cabine peu évoluer contrairement à sa mécanique qui verra tour à tour des versions avec compresseur volumétrique. On a dénombré les versions Orione 380 - 400 & 400/8.
En 1955, OM lance une version revue en profondeur de l'Orione nommée Super Orione. C'est toujours un camion de la série lourde, en version 4x2 et 6x2x2. (l'Italie n'a pas pu fabriquer de camions en version 6x4 avant 1960 à cause des sanctions de guerre).
Le Super Orione connaîtra également une version équipée d'un moteur avec compresseur volumétrique développant 200 Ch. Il servira de base pour les engins spéciaux des aéroports et les convois exceptionnels.
Très concurrencés en Italie par les Fiat 680, puis les Fiat 682 et Lancia Esadelta, l'Orione comme le Super Orione seront exportés en Suisse et en Allemagne pour les transports exceptionnels mais très peu en France en raison du code de la route français qui limite ce type de véhicule à un PTC de 26 tonnes alors qu'il était conçu pour le double !! Seuls quelques exemplaires en version tracteur de semi-remorques pour transports exceptionnels ont été immatriculés.
La production du Super Orione prendra fin en 1960 pour laisser la place à son brillant successeur, l'OM Titano en 1961. Bénéficiant d'un châssis des plus robustes, capable d'assurer l'équilibre du futur titan du marché italien, en version 6x4 et 8x4 avec 4 essieux de série, l'OM Titano sera reconnu dans le monde du transport lourd de route comme de chantier comme le meilleur des camions de sa catégorie.

## Versions autobus
Comme de coutume chez les constructeurs italiens, une version avec châssis spécial surbaissé est proposé pour les carrossiers spécialisés dans la construction d'autobus.
Les châssis OM Orione autobus ont été carrossés notamment par Viberti. Ils comportaient le même moteur V8 diesel OM CH-2-D développant 175 Ch, soit 5 Ch de plus que le camion. Ces autobus, conformément au code de la route italien de l'époque ne pouvaient dépasser 11 mètres de longueur.
À partir de 1956, OM a pu proposer des châssis Super Orione articulé allant jusqu'à 17,50 mètres pour les autobus urbains et interurbains.